# Dorfkirche Hauswalde

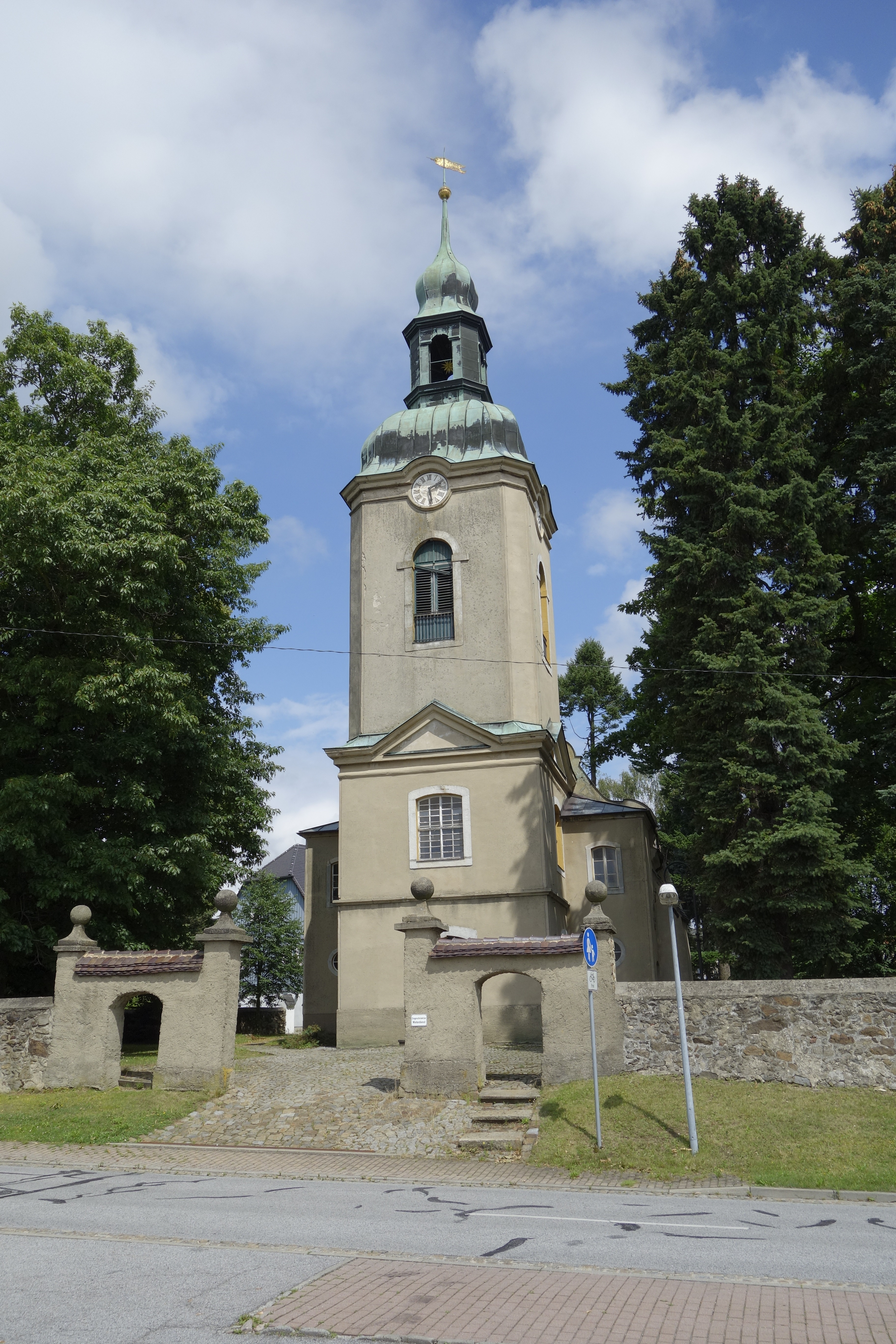
Dorfkirche Hauswalde

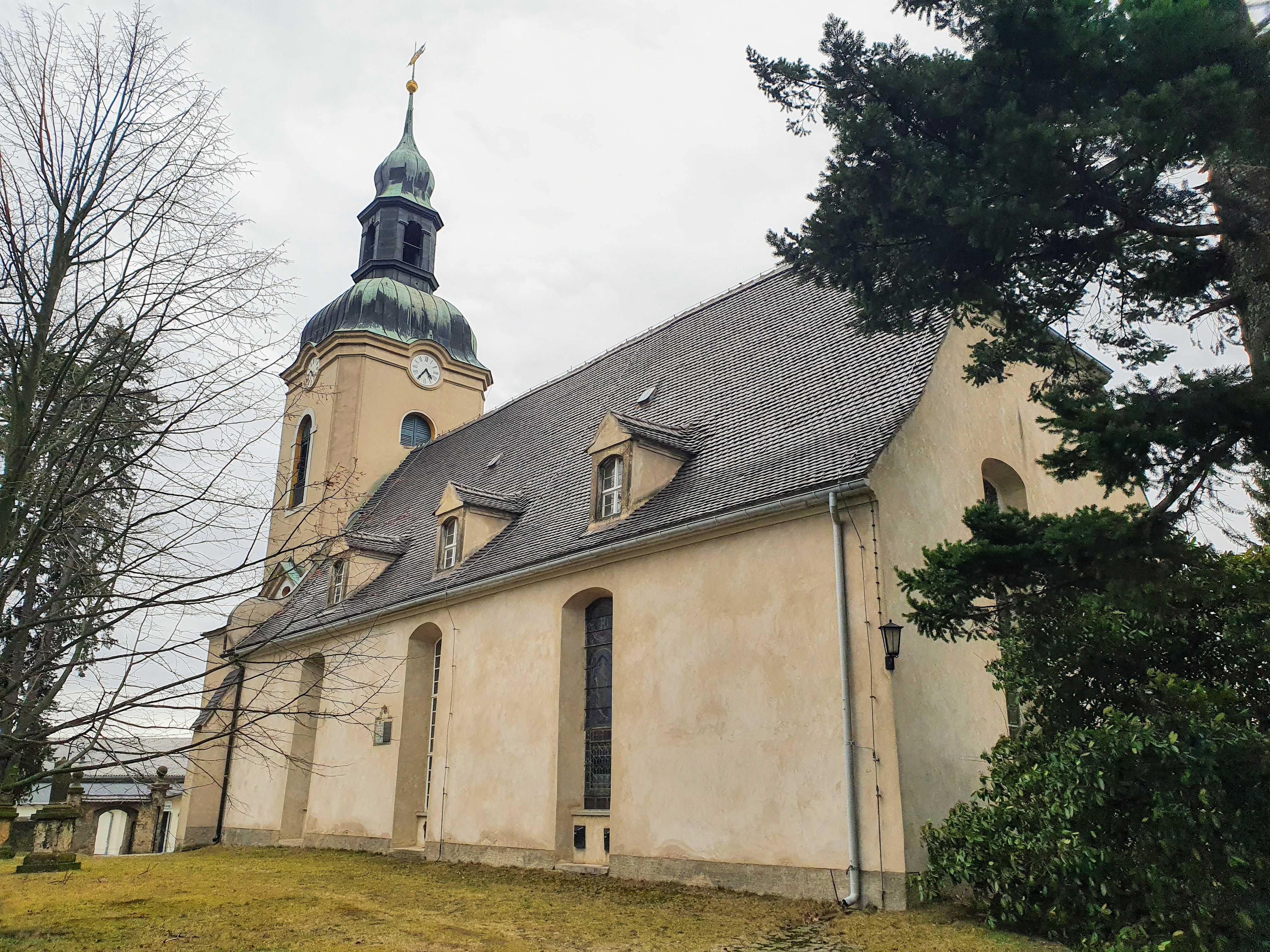
Südostansicht

Die evangelische Dorfkirche Hauswalde ist eine im Kern mittelalterliche, mehrfach erweiterte Saalkirche im Ortsteil Hauswalde von Großröhrsdorf im Landkreis Bautzen in Sachsen. Sie gehört zur Evangelisch-Lutherischen Kirchgemeinde Bretnig-Hauswalde-Rammenau im Kirchenbezirk Bautzen-Kamenz der Evangelisch-Lutherischen Landeskirche Sachsens.

## Geschichte und Architektur
Die Dorfkirche Hauswalde ist eine kleine Saalkirche mit geradem Chorschluss, die ursprünglich aus dem Mittelalter stammt, um 1720 erstmals erweitert wurde, in den Jahren 1771 eine Sakristei mit darüberliegender Betstube an der Nordwand erhielt und 1772 im Äußeren und Inneren umgestaltet und nochmals erweitert wurde. Der Turm wurde in den Jahren 1780/82 errichtet, wesentliche Erweiterungen des Inneren erfolgten in den Jahren 1811/12 und 1826; zwei Treppentürme wurden 1892 hinzugefügt. Bei der Restaurierung in den Jahren 1951/52 wurde die Raumfassung von 1722 freigelegt. Da das Dachtragwerk infolge von Durchfeuchtung und Schwammbefall stark geschädigt war, wurde 2021 eine Dachsanierung durchgeführt.
Das Bauwerk ist ein verputzter Bruchsteinbau mit hohen Korbbogenfenstern und Strebepfeilern im Westen an der Nord- und Südwand. Der quadratische zweigeschossige Westturm trägt ein zurückgesetztes Glockengeschoss mit Haube und Laterne. Im Inneren sind marmorierte zweigeschossige Holzemporen an den Längsseiten und eine eingeschossige an der Westwand eingebaut.

## Ausstattung
Das Hauptstück der Ausstattung ist ein großer Kanzelaltar aus Holz von 1772 mit hoher Rundbogenöffnung und gemaltem Baldachin an der Ostwand. Die eingebaute Kanzel in Dreipassform aus Sandstein stammt von Johann Christian Kirchner aus dem Jahr 1714; sie befand sich vorher an der Nordseite des Saales; die Wappen derer von Gersdorf und von Hochberg auf den mittleren Füllungen sind vermutlich eine Zutat aus dem Jahr 1724. Die Sandsteintaufe wurde ebenfalls von Kirchner, ursprünglich als Kanzelfuß, geschaffen und besitzt einen von Lambrequins geschmückten polygonalen Aufsatz aus Holz aus dem Jahr 1714. Eine Schnitzfigur des Heiligen Georg stammt aus einem Flügelaltar aus der Mitte des 15. Jahrhunderts. Die Kirche hat die einzig erhaltene Orgel von Wilhelm Flügel aus dem Jahr 1842 mit 14 Registern auf einem Manual und Pedal, diese wurde jedoch mehrmals verändert.